# جیک ایستوود
جیک ایستوود (انگلیسی: Jake Eastwood؛ زادهٔ ۳ اکتبر ۱۹۹۶) بازیکن فوتبال اهل بریتانیا است.
از باشگاه‌هایی که در آن بازی کرده‌است می‌توان به باشگاه فوتبال چسترفیلد و باشگاه فوتبال اسکانتورپ یونایتد اشاره کرد.